# Thạch Đĩnh
Thạch Đĩnh (tiếng Trung: 石碇區; bính âm Hán ngữ: Shídìng Qū; bính âm thông dụng: Shíhdìng Cyu) là một khu (quận) của thành phố Tân Bắc, Trung Hoa Dân Quốc (Đài Loan). Địa bàn quận là khu vực miền núi và dân cư khá thưa thớt. Trước đây, kinh tế của Thạch Đĩnh phụ thuộc vào ngành khai thác than. Trên địa bàn quận có trường đại học Hoa Phạm.